# 香港飛馬足球會
天水圍飛馬足球會（英語：TSW Pegasus FC），曾用名香港飛馬，香港職業足球會，目前於港丙作賽，球會由元朗區的熱心人士於2008年籌組成立，2012年至2015年期間，天水圍飛馬由太陽國際管理，並冠名為太陽飛馬（Sun Pegasus），2015年易名為香港飛馬。2020年10月，重新使用創會隊名天水圍飛馬，並由譚秉智（香港賽馬會馬匹「逍遙自在」、「愛逍遙」、「逍遙人生」馬主）擔任主席，飛馬於2020–21球季內以元朗大球場作為球隊主場，但在賽季結束後自行降班至丙組，重新以「香港飛馬」名義參賽。

## 歷史

### 天水圍飛馬時期

天水圍飛馬時期會徽(2008-2012)

天水圍飛馬足球隊成立於2008年，以千萬巨型班的姿態進軍香港甲組足球聯賽，成為該季香港足球界的焦點。成立之初被傳媒稱為「南華二隊」，因為有傳球隊由南華班主羅傑承出資籌組、其妻子梁芷珊是球會董事、球隊的推廣公司博美娛樂既是羅傑承旗下公司，加上有大量，種種跡象令傳言更為大眾所默同。
球隊首場聯賽以 0–1 不敵傑志。在第二場比賽以 2–1 擊敗康宏晨曦，取得創會以來首場勝仗。2008年10月8日首次於主場出戰，對手是班霸南華。賽事吸引了 2,500 名球迷入場，見證球隊首場主場比賽，以 3–2 勝出，可是因派出超額外援，被判飛馬以 0–3 見負。自此之後，飛馬知恥近乎勇，取得了 8 連勝及 12 場不敗的佳績，當中包括大勝「魚腩部隊」屯門普高 8–0 ，並於高級組銀牌中再一次擊敗南華，晉級決賽，於決賽更以 3–0 擊敗康宏晨曦，奪得球會史上首項錦標。其後飛馬為騰出外援名額簽入前日本國腳岡野雅行，與球隊陣中的首席射手安杜解約。及後飛馬接連晉級聯賽盃以及足總盃決賽，惟分別被對手康宏晨曦及新界地產和富大埔擊敗，鎩羽而歸。
2009–10年度，飛馬於參賽次季除獲得聯賽亞軍外，於足總盃決賽中，憑著李康廉及伊達各建一功，以 2–1 擊敗公民，奪得冠軍，並且取得來季參與亞洲足協盃的參賽資格。賽後，南華體育會足主羅傑承宣佈，天水圍飛馬門將葉鴻輝與後衞劉念溢轉投南華。同時，門將李瀚灝已從大埔轉會加盟天水圍飛馬。此外，於首季曾經投效的日籍前鋒中村祐人和愉園前鋒高梵相告加盟天水圍飛馬。
2020-21年度，再次以天水圍飛馬名字參加頂级聯賽。

### 太陽飛馬時期

太陽飛馬舊會徽（2012–2014）

2011–12球季季中，飛馬打進兩場盃賽決賽均敗於傑志，聯賽排名亦僅次於傑志，取得第二。因此球會高層決定飛馬更改組織，多名原有高層人士和教練均辭職，由太陽國際體育會接手，少部份主力於合約完結後沒有被留用，球會亦更改名稱為太陽飛馬，表明來季會以千萬港元的班費營運。
2012年10月9日，太陽飛馬教練層出現變動，原教練陳浩然離隊，即日起改由領隊陳志康兼任教練職務。
2013–14年香港甲組足球聯賽，太陽飛馬以旺角大球場為主場，以 1,300 萬港元班費營運，並於主場比賽期間在主場設置大量佈置，打造主場氣氛。
2014–15年香港超級聯賽季度，太陽飛馬以 2,500 萬港元班費營運。球會同時更改會徵色調為黃色及黑色，並於主場比賽期間冠名主場為飛馬球場，由於太陽國際3年主政期間未能奪標，太陽國際決定轉為參與於香港球壇青訓系統，退出管理飛馬。

### 香港飛馬時期

香港飛馬時期會徽（2015–2020）

2015年7月，梁芷珊重掌球會，擔任球會主席，飛馬足球會正式改名為「香港飛馬足球會」，參加2015–16年香港超級聯賽，同時球會主場球衣主色調由黃色改為紅色，僅於會徽保留黃色部份。飛馬於2015–16球季內以香港大球場作為主場，並打入首屆菁英盃決賽。同球季內的足總盃決賽，香港飛馬與元朗激戰 120 分鐘踢成 1–1 平手，互射12碼以總比數 5–4 勝出，事隔六年再奪得足總盃冠軍。
2016年10月，香港飛馬有數名職球員，包括助教李威廉、三名球員郭建邦、李家豪、陳柏衡被廉政公署拘捕，他們涉嫌行賄受賄，在一間本地足球會參與的多場賽事中「打假波」以操控賽果。香港飛馬亦決定由即時起暫停涉事之一名職員及三名球員所有職務，最後其中一名被告、飛馬前助理教練李威廉認罪，其餘4被告罪名不成立。
2017–18球季，香港飛馬由楊正光擔任主教練，奇雲邦特為技術顧問，其餘助教悉數留隊。新球員方面分別為保加利亞中堅羅斯、西班牙防中迪比及塞爾維亞前鋒伊高3名新外援，亦藉南華申請降班引入過去兩年在南華獲得好評的艾華、梁興傑、梁諾恆及羅曉聰，而球隊亦委任陳肇麒為新任隊長。此外，黃俊皓和胡晉銘兩名效力球會三年的球員受任為副隊長。球隊於香港超級聯賽長期位處第二位，但於球季煞科戰作客不敵和富大埔，將聯賽亞軍和2019年亞洲足協盃席位拱手相讓予對手。
2018/19球季，球隊於7月23日正式開操，公佈班費一千八百萬港元，並得到十一位球員加盟，包括回歸香港球壇的張春暉，同日球隊宣布隊長陳肇麒轉型擔任後衛。，球會也將主場球衣主色調由恢復為黃色，以慶祝球會成立十週年。最後，球隊以第六名完成聯賽。
2019/20球季，球隊於7月16日正式開操。2020年4月30日，香港足球總會宣佈2019-20中銀人壽香港超級聯賽復賽的最新安排，香港飛馬表示將不會參與本季餘下賽事。

### 重返天水圍
2020/21球季開鑼前，球會宣佈回歸天水圍，重新使用「天水圍飛馬」之隊名。在教練郭嘉諾的帶領下，球隊於超級聯賽打出不俗成績，以第四名完成。

### 退出港超
2021/22球季開鑼前，球會會長羅傑承在2021年8月2日宣佈退出港超，全部職球員滿約，可以自行轉會。總教練郭嘉諾向傳媒說，球會退出港超聯賽感到可惜。

### 會籍外借
2023/24 球季開始前，球會將會籍外借予奧利安足球會，球隊表戰至最後一輪才護級成功。

## 球會主場

### 元朗大球場（2008–2013年、2020-2021年）
元朗大球場是天水圍飛馬的主場球場，可以容納 4,932 名球迷入場觀賞賽事。作為一支地區球隊，天水圍飛馬希望於元朗大球場舉辦其主場賽事，以吸引元朗區居民入場支持球隊。可是，由於球場的草地質素未如理想，於球隊成立首季只能安排部分賽事於元朗上演。飛馬首場的主場賽事於2008年10月8日舉行，客隊為香港班霸南華。賽事吸引了 2,500 名球迷入場，見證球隊首場主場比賽憑伊達、黃展鴻及安杜的入球，以 3–2 擊敗對手。可是，球隊於賽事中違反外援名額限制，因此賽事被判飛馬以 0–3 見負。
2020-21球季再次轉移主場至元朗大球場。

### 將軍澳運動場（2011年亞洲足協盃）
由於飛馬在元朗大球場的主場未符合亞洲足協所定立的要求，因另一場地香港大球場為另一支亞洲賽的參賽球隊南華足球隊的主場，旺角大球場則未重建完成，故繼上年大埔足球會後，成為第二支在將軍澳運動場出戰亞洲足協盃的球隊。

### 旺角大球場（2013–2015年、2018年至2019年）
太陽飛馬於2013–14年度球季把主場遷至能容納 6,664 名觀眾之旺角大球場，並於首輪賽事之揭幕戰以 3–0 擊敗愉園。而香港飛馬根據聯賽排名，於2018-19球季再次轉移主場至旺角大球場。

### 香港大球場（2015–2018年、2019年）
而香港飛馬則於2015–16球季轉移主場至香港大球場，但因為草地重舖工程未有及時完成，首個主場賽事為聯賽主場對灝天黃大仙。2016–17球季，香港飛馬續以香港大球場為主場。2019-20球季再次轉移主場至香港大球場。

## 球會文化

### 飛馬基地

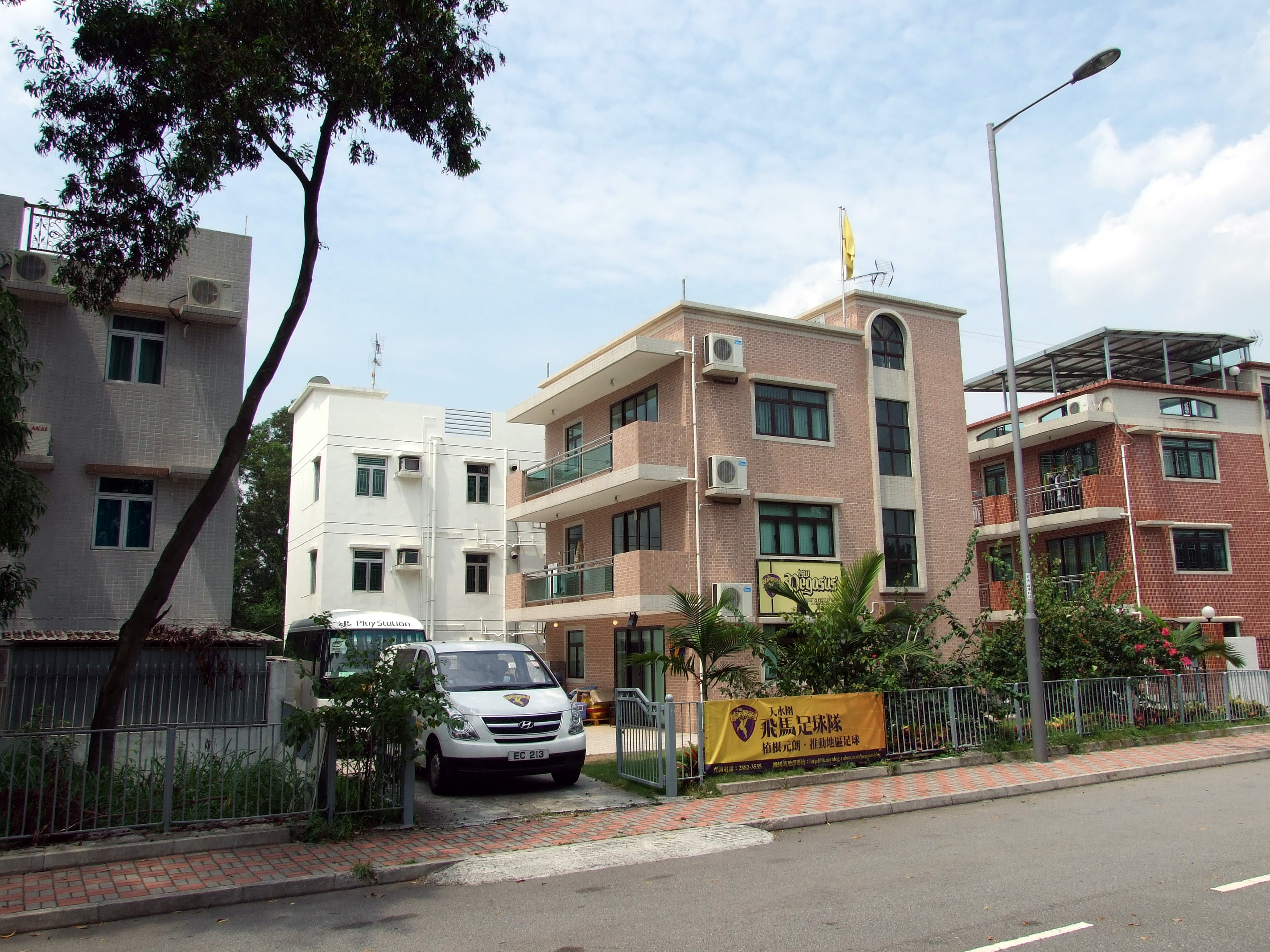
天水圍飛馬基地

飛馬基地曾經以元朗沙江圍305號為基地，一幢樓高三層連花園天台的獨立村屋，球會環境優美，花園鋪上草地，圍欄旁種滿鮮花，會內設有球隊辦公室、會議室及球員宿舍，宿舍設施完備，更設有康樂設施供球員消閒。此外，贊助商PlayStation送給球會的兩部PS3，提供足球遊戲，使球員寓操練於娛樂。另由贊助商三菱提供印有飛馬標誌的29座巴士及球會專用的客貨車長期停泊於花園，使球員出入練波免除舟車勞頓，非常便利。

### 訓練場地
在2009年4月1日的成績發佈會中，球會宣佈於元朗錦田水頭村地段耗資200萬元興建訓練場地。球場早於2月動工，並於同年7月正式啟用。該球場佔地10,000平方米，工程分為兩期進行。第一期項目包括真草足球場（連同去水系統）及更衣室（連同太陽能電源儲備），除為飛馬甲組及青訓隊伍提供練習場地，更提供場地予區內團體使用。第二期則為興建會址及宿舍等，唯以上內容因球會易手無法兌現。

### 會歌及打氣大使
太陽飛馬時期曾使用《Let's Goal》作為會歌，由莊冬昕作曲，Mono Leung填詞，香港女子組合As One、吳思佳、陳苑澄、邱念恩主唱，並擔任打氣大使。同時太陽飛馬推出吉祥物阿Pi，阿Pi為一隻飛馬，身穿88號球衣。香港飛馬時期則於2015年萬聖節邀請林明禎擔任打氣大使，但林明禎僅於萬聖節當日出現。

## 社區貢獻

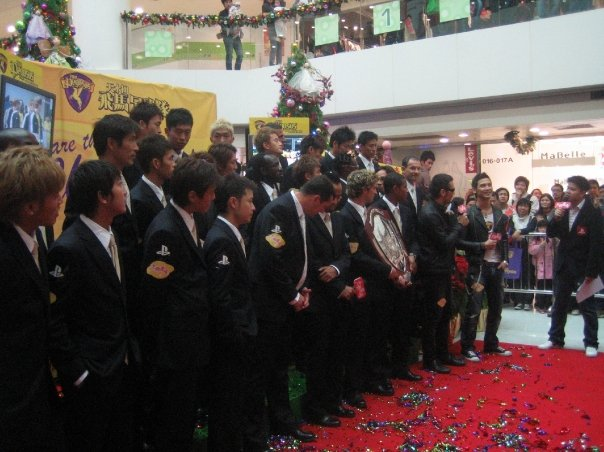
飛馬於元朗廣場舉行首奪銀牌祝捷會

### 植根元朗
天水圍飛馬的會址、球員宿舍、訓練場地皆為於元朗區內，是名乎其實的植根元朗。球隊亦經常於元朗區內出席活動，宣傳球隊。如球隊曾於2008年8月3日下午應元朗民政事務處邀請於天水圍運動場與南華踢表演賽，並免費招待居民觀賞。而隊中的青年球員及職員，皆從區內招募的。
另外，球會為方便區內球迷，亦以優惠價推出套票，免費接載球迷前往市區支持球隊。如飛馬於2008–09年香港高級組銀牌殺入決賽後，會方提供免費旅遊巴士接載服務，希望號召更多區內球迷入場為球隊打氣。球隊於2008年年底取得首個錦標後，隨即於元朗舉行勝利巡遊。

### 學校巡迴探訪
飛馬亦非常著重年輕一輩的支持者，於是會方自2008年起 舉辦學校巡迴探訪 （School Tour），於香港各區的學校中巡迴表演。除了向學生推廣足球外，還希望可以藉著表演吸納校內學生成為球隊的球迷。並藉以壯大球隊於香港內的聲勢，並成為球隊爭勝的動力。飛馬球員除了會有足球示範外，還會與學生進行表演比賽。
宣揚傷健共融
飛馬亦為善最樂，與慈善機構「龍耳」合作，招待聾人及弱聽人士入場睇波，並設有專人作手語評述，讓聾人及弱聽人士也能感受現場足球賽事氣氛，達到聾健共融。

## 會徽

天水圍飛馬初始會徽（2008-2012年）
太陽飛馬會徽（2012-2014年）
香港飛馬時期會徽（2015-2020年、2021-2022年）

## 球隊名字以及冠名變遷
| 年度                           | 球隊中文名稱 | 球隊英文名稱                       | 冠名贊助 |
| ------------------------------ | ------------ | ---------------------------------- | -------- |
| 2008年－2012年、2020年－2021年 | 天水圍飛馬   | Tin Shui Wai Pegasus / TSW Pegasus | 無       |
| 2012年－2015年                 | 太陽飛馬     | Sun Pegasus                        | 太陽國際 |
| 2015年－2020年、2021年－2023年 | 香港飛馬     | Hong Kong Pegasus                  | 無       |
| 2023年- 2024年                 | 瑞豐奧利安   | Orion FC                           | 無       |
| 2024年-                        | 凌銳奧利安   | Ling Yui Orion FC                  | 無       |

## 球會榮譽
| 榮譽              | 次數        | 年度             |
| 本 土 盃 賽       | 本 土 盃 賽 | 本 土 盃 賽      |
| ----------------- | ----------- | ---------------- |
| 高級組銀牌 冠軍   | 1           | 2008–09          |
| 足總盃 冠軍       | 2           | 2009–10, 2015–16 |
| 菁英盃 冠軍       | 1           | 2015–16          |
| 亞洲賽事最佳成績  |             |                  |
| 亞洲足協盃 分組賽 | 1           | 2011年           |

## 人員名單

### 管理層及職員名單
| 位 置        | 名 稱 及 國 籍 |
| ------------ | -------------- |
| 管理層       |                |
| 會長：       | 羅傑承         |
| 主席：       | 朱耀中         |
| 足球領隊：   | 文彼得         |
| 董事／總監： | 羅旭峯         |
| 董事／秘書： | 滕穎楠         |
| 董事:        | 陳肇麒         |

### 球員名單（2024/25）
|  |

### 外借球員（2021/22）
| 國籍 | 球員名字 | 位置 | 出生日期 | 外借球會 |
| ---- | -------- | ---- | -------- | -------- |

### 離隊球員及管理層及職員（2021/22）
| 國籍                       | 球員名字                                                   | 位置      | 出生日期       | 加盟球會 |
| -------------------------- | ---------------------------------------------------------- | --------- | -------------- | -------- |
| 夏季轉會窗                 |                                                            |           |                |          |
| 巴西                       | 山度士（Jose Nilson Dos Santos Silva）                     | 前鋒      | 1991年4月6日   |          |
| 香港                       | 梁興傑（Leung Hing Kit）                                   | 守門員    | 1989年10月22日 | 標準流浪 |
| 香港                       | 邵昀俊（Chiu Wan Chun）                                    | 中場      | 2001年5月14日  | 晉峰     |
| 香港                       | 孫銘謙（Sun Ming Him）                                     | 前鋒      | 2000年6月19日  | 東方龍獅 |
| 香港                       | 劉學銘（Lau Hok Ming）                                     | 後衛      | 1995年10月19日 | 標準流浪 |
| 香港                       | 胡晉銘（Wu Chun Ming）                                     | 防守中場  | 1997年11月21日 | 東方龍獅 |
| 香港                       | 黎格爾（Lai Kak Yi）                                       | 後衛      | 1996年5月10日  | 深水埗   |
| 香港                       | 陳柏衡（Chan Pak Hang）                                    | 中場      | 1992年11月21日 | 西貢     |
| 香港                       | 方栢倫（Fong Pak Lun）                                     | 中場      | 1993年4月14日  | 和富大埔 |
| 香港                       | 陳曉鋒（Chan Hiu Fung）                                    | 中場      | 1994年12月8日  | 和富大埔 |
| 香港                       | 陸平中（Luk Felix "Ping-Chung"）                           | 守門員    | 1994年5月7日   | 南華     |
| 香港                       | 陳靜謙（Chan Matthew Ching Him）                           | 後衛      | 1998年4月18日  | 香港U23  |
| 香港                       | 吳文希（Ng Man Hei）                                       | 前鋒      | 2000年11月13日 | 香港U23  |
| 香港                       | 波比（"Bobby" Kiranbir Singh）                             | 前鋒      | 1998年9月27日  | 佳聯元朗 |
| 巴西                       | 古安奴（"Goiano Jr." Jose Carlos Borges De Araujo Junior） | 後衛      | 1991年11月7日  |          |
| 香港                       | 郭子堦（Kwok Tsz Kaai）                                    | 後衛      | 1996年12月26日 | 香港U23  |
| 香港                       | 李藹軒（Lee Oi Hin）                                       | 前鋒      | 1999年7月16日  | 香港U23  |
| 香港                       | 何家智（Ho Ka Chi）                                        | 中場      | 2002年7月16日  | 香港U23  |
| 香港                       | 羅曉聰（Law Hiu Chung）                                    | 中場      | 1995年6月10日  | 香港U23  |
| 巴西                       | 基斯（Kessi Isac dos Santos）                              | 中場/後衛 | 1994年10月26日 |          |
| 香港                       | 法比奧（Fábio Lopes Alcântara）                            | 中場/後衛 | 1977年3月24日  | 沙田     |
| 香港                       | 羅振庭（Law Chun Ting）                                    | 後衛      | 1996年1月11日  | 佳聯元朗 |
| 香港                       | 叢振洪（Chung Christopher Jhen-hoong）                     | 後衛      | 1998年6月20日  | 港會     |
| 香港                       | 鄭世曙 （Cheng Sai Chu）                                   | 門將      | 2003年11月6日  | 港會     |
| 非轉會窗時期(夏季轉會窗後) |                                                            |           |                |          |
| 冬季轉會窗                 |                                                            |           |                |          |
| 非轉會窗時期(冬季轉會窗後) |                                                            |           |                |          |

### 歷任總教練
- 郭嘉諾：（2020年–2021年）
- 文彼得：（2019年–2020年）
- 柏度加西亞：（2018年）
- 楊正光：（2017年–2018年）
- 加倫：（2016年）
- 奇雲邦特：（2015年–2016年、2016年–2017年）
- 李志堅：（2015年–2016年）
- 陳志康：（2012年–2014年、2015年）
- 陳浩然：（2012年、2018年–2019年）
- 陳曉明：（2010年–2012年）
- 狄恩：（2009年）
- 列卡度：（2008年–2009年、2009年–2010年、2014年–2015年）

## 曾效力球員

### 本地球員
| 雷傑名 | 黃俊皓 | 劉智樂 | 吳駿發 | 卓耀國 | 陳肇麒 | 陳偉豪 |
| 陳啟康 | 陳健輝 | 陳港斌 | 陳銘剛 | 陳文輝 | 張熹延 | 張志勇 |
| 張健峰 | 張晉僖 | 鄭璟昊 | 鄭少偉 | 陳子樂 | 蔡國威 | 鄧景煌 |
| 馮啟匡 | 馮慶燁 | 何國泉 | 賴文飛 | 黎耀昌 | 劉嘉城 | 劉念溢 |
| 李瀚灝 | 李威廉 | 李康廉 | 李嘉進 | 李靈峰 | 李毅凱 | 李嘉耀 |
| 利偉倫 | 梁倬軒 | 梁子駿 | 梁冠聰 | 梁諾恆 | 羅港威 | 盧俊傑 |
| 陸冠邦 | 吳偉超 | 吳逸凱 | 吳兆輝 | 顏樂楓 | 潘耀焯 | 蘇偉泉 |
| 沈國輝 | 沈國強 | 沈加朗 | 陳俊樂 | 曾文輝 | 謝德謙 | 王子聰 |
| 黃展鴻 | 黃炎堃 | 黃威   | 葉志豪 | 葉子俊 | 葉頌朗 | 葉鴻輝 |
| 袁浚楠 | 阮健文 | 楊正光 | 梁興傑 | 方柏倫 | 胡晉銘 | 林樂勤 |
| 袁皓俊 | 周均俊 | 曾至孝 | 姚浩明 | 辛祖   | 伊達   | 林家亮 |
| 白鶴   | 李健   | 李鍵   | 林俊生 | 元洋   | 徐德帥 | 鞠盈智 |
| 張春暉 | 卓卓   | 麥保美 | 基藍馬 | 基奧   | 麥基   | 積施利 |
| 金寶   | 高梵   | 梁嘉恒 | 法圖斯 |        |        |        |

### 外援球員
| 文迪斯     | 杜特     | 馬高積錫 | 泰臣     | 查維斯   | 查理士 | 米高加斯洛 |
| 羅斯       | 卡拉歷   | 丹贊奴域 | 拉斯錫   | 奧利華拉 | 比圖   | 加西亞     |
| 馬里奧     | 卡夫     | 盧卡斯   | 施薩     | 利奧     | 馬田斯 | 莊尼       |
| 祖連奴     | 米蘭達   | 泰亞高   | 利奧     | 艾華度   | 迪亞高 | 利馬       |
| 大衛拉菲爾 | 慕沙     | 班拿度   | 山度士   | 古安奴   | 達施華 | 基斯       |
| 曾其祥     | 黎志星   | 樊群霄   | 肖藝峰   | 安杜     | 盧沛迪 | 佐治       |
| 艾華       | 史高域   | 杜基     | 沙華     | 加西亞   | 馬高斯 | 科夫       |
| 卡里祖     | 岡野雅行 | 中村祐人 | 高田壽典 | 佐佐木周 | 金東烈 | 基斯贊     |
| 阿杜域     | 禾尼亞   | 摩域治   | 雲迪奴域 | 高美斯   | 伊高   | 陳柏良     |

## 聯盟球會

### 天水圍飛馬時期
- 元朗足球會
- 浦和紅鑽
- BEC薩薩那

## 外部連結
- 香港飛馬足球隊官方網站 （页面存档备份，存于）
- 香港飛馬足球會的Facebook專頁
- 香港飛馬足球會的Instagram帳戶
- 香港足球總會網頁球會資料